# Вермандоа
Вермандоа (на френски: Vermandois) е през Средновековието графство в Северна Франция, регион Пикардия. Името на графството произлиза от келтския Виромандуи и неговия главен град Augusta Viromanduorum, днешния Сен Кантен (Saint-Quentin).

## История
През IX век по времето на Каролингите Пипин, син на Бернард, крал на Италия († 818), получава Вермодоа и става първият граф.
През 1191 г. според сключени договори Западен Вермандоа, през 1214 г. източната част отиват на френската корона.
През 1576 г. Вермандоа е издигнат на херцогство и на Перство.

## Графове на Вермандоа

### Дом Фландрия
- Родулф † 896

### Дом Каролинги
- Пипин († сл. 840), прародител на графовете на Вермандоа, син на Бернард, крал на Италия
- Хериберт I (892 – 907 или 896 – 900/907), граф на Мо, граф на Соасон и първият наследствен граф на Вермандоа
- Хериберт II (907 – 943 или 900/907 – 943), граф на Мо, граф на Соасон и Вермандоа
- Адалберт I (Алберт) (943 – 988 или 946 – 987), граф на Вермандоа
- Хериберт III (987 – 997 или 987 – 1000/1002), граф на Вермандоа
- Алберт II (997 – 1035 или 1000 – 1010), граф на Вермандоа
- Eudes (1021 – 1045), граф на Вермандоа
- Ото (1035 – 1045), граф на Вермандоа
- Хериберт IV (1045 – 1080), граф на Вермандоа и Валоа
- Аделаида († 1120/24) (1085 – 1101) графиня на Вермандоа и Валоа

### Дом Франция-Вермандоа (Капетинги)
- Хуго I Велики (1085 – 1101 или 1087 – 1101), съпруг на Аделаида, най-малкият син на френския крал Хайнрих I, граф на Вермандоа и Валоа
- Рудолф I le Vaillant (1102 – 1152 или 1101 – 1152), граф на Вермандоа, Валоа, Amiens и Crépy, 1147 регент на Франция
- Hugues II le Moine (Св. Феликс от Валоа) (1152 – 1160), граф на Вермандоа и др., отказва се
- Рудолф II Прокаженик (1160 – 1167), граф на Вермандоа и др.
- Мабила или Елизабет (1167 – 1183), графиня на Вермандоа и др.
- Филип от Елзас, съпруг на Мабила, (1167 – 1191)
- Елеонора (1191 – 1214), графиня на Вермандоа, Валоа и Saint-Quentin

Филип II взема Вермандоа към френската корона. През 1191 г., според сключени договори, западен Вермандоа, през 1214 г. източната част отиват на френската корона.

### Други
- Луи дьо Бурбон, граф дьо Вермандоа (1669 – 1683), илегитимен син на Луи XIV и Луиза дьо Ла Валиер.